# Серби в Хорватії
Серби в Хорватії (хорватські серби або країнські серби) — найбільша національна меншина в Хорватії. Історично сербів родом з Хорватії називали нім. Grenzers (серб. Крајишници) або граничари, що в перекладі буквально означає «прикордонники», оскільки серби селилися переважно на кордоні Австрійської імперії з Туреччиною (Військова границя або «Військова Кра́їна»). Також ця назва вказувала на основний рід діяльності сербів у австрійській армії.
На території сучасної Хорватії серби мешкали з часів переселення слов'ян на Балкани, коли вони заснували кілька держав у Південній Далмації. На території нинішніх Славонії і Центральної Хорватії вони стали активно мігрувати із Сербії та Боснії після 1538 року, коли імператор Священної Римської імперії Фердинанд I надав притулок і місця для постійного проживання сербам, які зазнавали дискримінації в Османській імперії. У прикордонних областях Австрійської імперії було створено військову адміністрацію, яка отримала назву «Військова границя», або «Військова Кра́їна» (нім. Militargrenze, серб. Војна крајина, або Војна међа). Серби отримали землю і не обкладалися податками, в обмін на це вони повинні були вести військову службу й охороняти кордони Австрії. Після того, як Сербія отримала незалежність від Османської імперії, значна кількість сербів проживали на території Австро-Угорської імперії (особливо багато — в Боснії і Герцеговині та безпосередньо на території Хорватії і Славонії). Бажання Сербського королівства возз'єднати всі землі з сербським населенням стало однією з причин кризи на Балканах і початку Першої світової війни. Після входження Хорватії до складу Королівства сербів, хорватів і словенців багато сербів продовжували жити на території Хорватії. Під час Другої світової війни режим усташів проводив геноцид сербів. Після початку розпаду Югославії та проголошення незалежності Хорватії, серби, які живуть у Хорватії не бажали від'єднання від Югославії. У відповідь на проголошення незалежної Хорватії хорватські серби проголосили свою державу Республіка Сербська Країна (РСК). Після цього почалася війна в Хорватії між хорватами і сербами РСК.
Сербська Країна стала невизнаною державою хорватських сербів, які сподівалися на незалежність від Хорватії, міжнародне визнання і повне самоврядування. В ході громадянської війни в Югославії держава хорватських сербів контролювала майже всю свою територію і протистояла спробам хорватської армії повернути території, населені сербами, до складу Хорватії. Однак 1995 року хорватські збройні сили провели операцію «Буря», внаслідок якої Сербська Кра́їна перестала існувати, а її територія повернулася до складу Хорватії. Після початку операції сербські біженці стали терміново залишати територію Сербської Країни, захоплену хорватськими військами. Таким чином операція істотно змінила етнічну карту сучасної Хорватії: звідти втекли, за різними оцінками, від 200 000 до 250 000 сербів, ще кілька тисяч цивільних сербів було вбито.
Внаслідок громадянської війни в Югославії частка сербів з 12 % (581 663 осіб) від загального числа населення Хорватії (1991 рік) знизилася до 4 % (201 631 особа) (2001 рік).

## Демографія

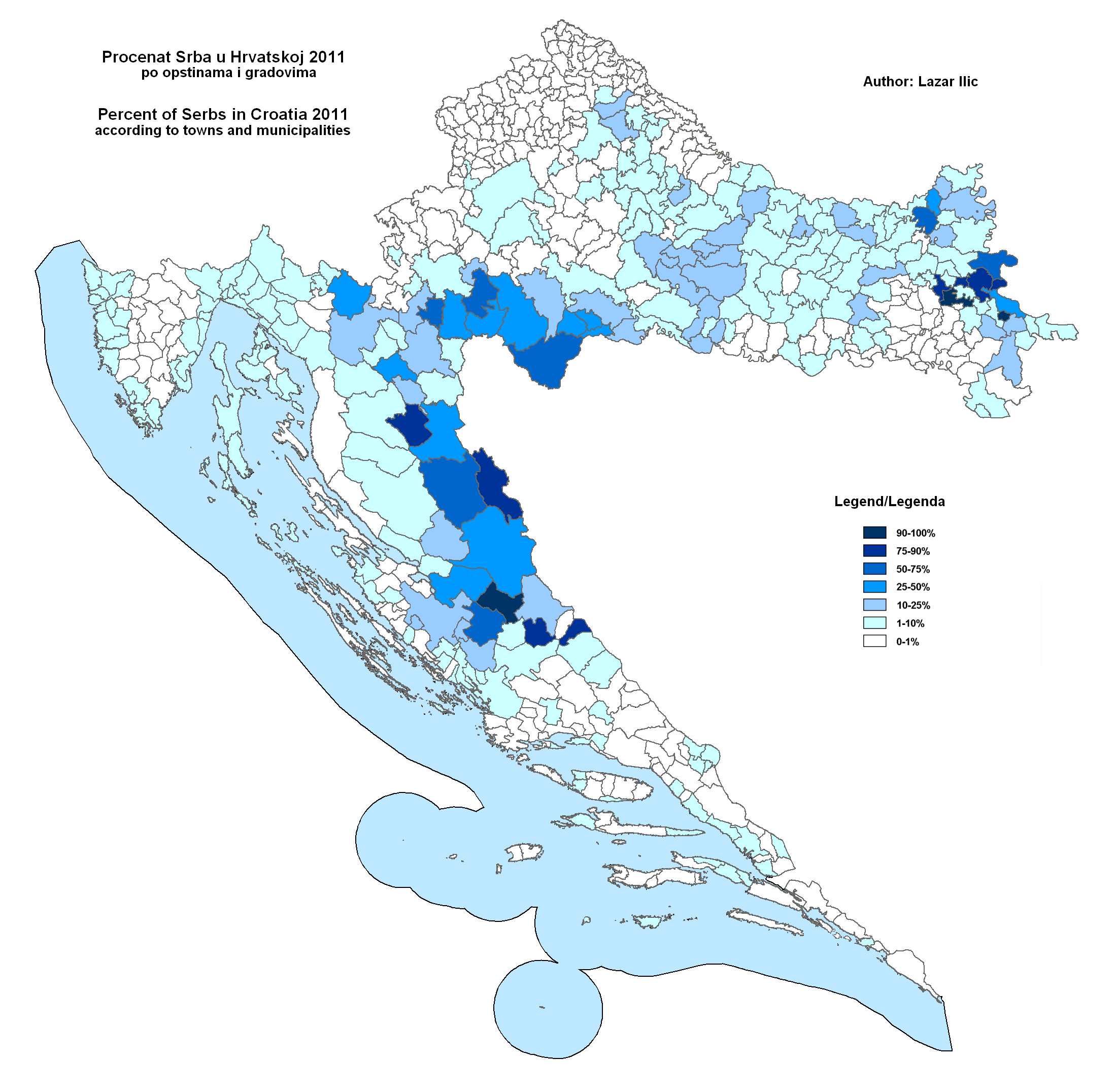
Громади Хорватії з переважанням сербського населення

Найбільше сербів у Хорватії проживає в Загребі. Також багато сербів проживає в Банії, Кордуні, Лиці, Північній Далмації, Славонії, Західному Сремі і Барані. Невелике число сербів проживає в південній Далмації, Білогорі, Мославині, Гірському Котарі та Істрії. В 17 муніципальних громадах Хорватії серби складають більшість населення. 1971 року було зафіксовано найбільшу кількість сербів, які проживають у Хорватії (626 000 осіб або 14 % населення). Кількість сербів 1991 року (понад 580 000) була все ще значно вищою від показника 2001 року, коли кількість, згідно з даними хорватського перепису населення, становила трохи більше 200 000 осіб.
Чисельність сербів у Хорватії
| Рік перепису | Кількість сербів | %       | Загальне населення Хорватії |
| ------------ | ---------------- | ------- | --------------------------- |
| 1931         | більше 633 000   | 18,45 % | 3 430 270                   |
| 1948         | 543 795          | 14,39 % | 3 779 858                   |
| 1953         | 588 756          | 14,96 % | 3 936 022                   |
| 1961         | 624 991          | 15,02 % | 4 159 696                   |
| 1971         | 626 789          | 14,16 % | 4 426 221                   |
| 1981         | 531 502          | 11,55 % | 4 601 469                   |
| 1991         | 581 663          | 12,16 % | 4 784 265                   |
| 2001         | 201 631          | 4,54 %  | 4 437 460                   |
| 2011         | 186 633          | 4,36 %  | 4 284 889                   |

1921 року сербів у Далмації було 106 132 особи, а в решті Хорватії 658 769 осіб. Однак ці цифри включені і серби, які проживають у Сремі, який 1931 року переписувався окремо і пізніше був включений до складу Сербії.

## Історія сербів у Хорватії

### Середньовіччя і Новий час

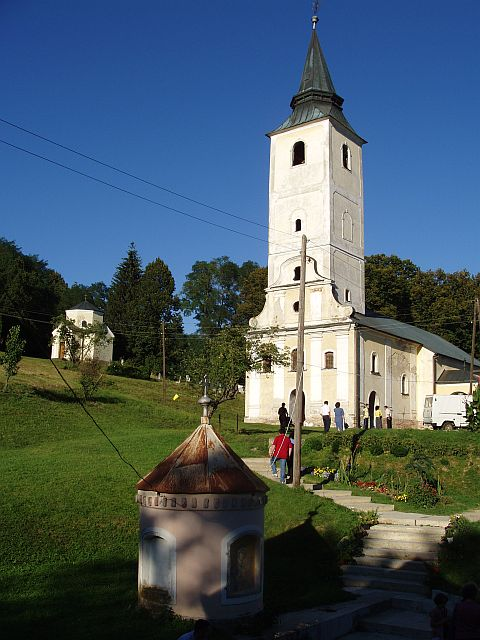
Храм Введення Пресвятої Богородиці монастиря Лепавина (монастир), побудований в 1550 році

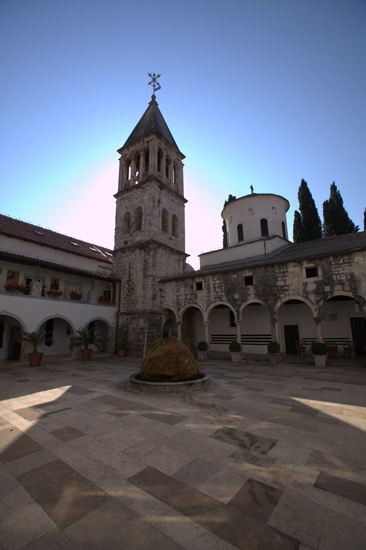
Монастир Крка

Серби на території майбутньої Сербської Кра́їни проживали з часів Середньовіччя, причому ще до вторгнення Османської імперії на Балкани. Наприклад, перші згадки про сербів у Сремі, Славонії та Далмації датуються VII століттям н. е. Однак більшість населення серби тоді становили лише в районах Південної Далмації, де вони заснували кілька своїх князівств — Паганію, Травунію і Захум'я. У цей період західною межею розселення сербів був район сучасного Спліта. Першим сербським монастирем на території Королівства Хорватія був монастир Крупа, заснований 1317 року ченцями, що втекли з Боснії від турків, на кошти короля Стефана Уроша II. Приблизно тоді ж засновано монастир Крка на кошти принцеси Єлени Шубич Неманьїч, сестри короля Стефана Уроша IV і дружини хорватського вельможі Младена III Шубича.
Після початку османського завоювання Балканів безліч сербів втекли з Центральної Сербії, Боснії, Косова та інших територій, які зазнали турецької навали. 1462 року під ударами турків упало місто Яйце в Боснії. Після цього 18 000 сербських сімей переселилися до Лікської і Крбавської жупанії. Угорський король Матяш Корвін надав їм свободу віросповідання і звільнив від податків, але зажадав участі в обороні від турків. На ділянці від узбережжя Адріатики до Яйця правитель Угорщини заснував Сенську капетанію. Саме тоді і з'явилася власне назва «Кра́їна» — вона означала прикордонні ділянки вздовж угорсько-турецького кордону, що пролягав по річці Уні  . В цей же час на службу короля було прийнято численних сербських феодалів зі своїми загонами  . Як наслідок, значну частину кінноти в угорській армії становили сербські загони .
Руйнівні походи османських військ сприяли відпливу сербського населення зі Сербії та Боснії в Далмацію, Лику, Кордун, Банію, Славонію, Бараню і Срем. 1527 року австрійського герцога Фердинанда проголошено хорватським королем. Разом з цим він вживає заходів щодо захисту кордону, посилюючи Кра́їну. Сама Кра́їна тоді поділялася на дві складові частини: перша простягалася від Адріатики до річки Сави, а друга — від Сави до Драви і Дунаю.

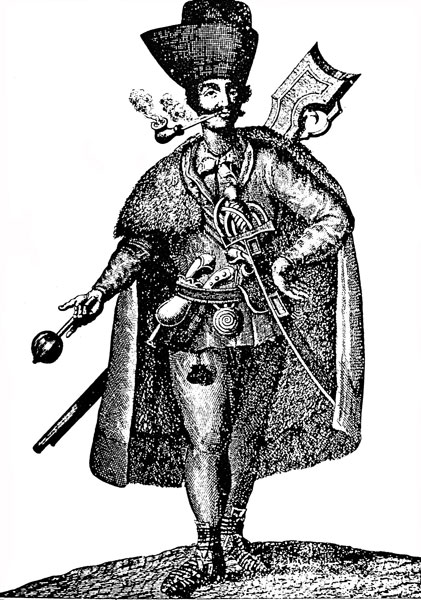
Серб-граничар зі Срема, 1742 рік

1578 року створено Військову границю (або Військову Кра́їну), призначену для захисту від турків. Таким чином, землі сучасної Хорватії були розділені Віднем на дві частини: військову і цивільну. У військову увійшли населені сербськими і власькими переселенцями території, в цивільну — ті райони, які не стикалися безпосередньо з Османською імперією. Після розгрому хорватів 1493 року турками хорватське населення з цих земель почало міграцію на острови у укріплені міста на узбережжі, а також до Угорщини, Моравії, Італії. Спустошення було настільки велике, що в районах Загреба, Вараждина і Крижевців до 1584 року налічувалося лише 3000 сімей, здатних платити податки. При цьому на військовій раді у Відні висловлювалися звинувачення, що за таке положення відповідальні й місцеві хорватські та угорські дворяни. В одному з листів сербських старійшин до герцога Фердинанда від 1596 року говориться, що тільки між річками Уною і Купою було 17 абсолютно порожніх міст, куди серби просили дозволу заселитися.
1627 року серби-переселенці отримали правовий статус Імперії. Імператор Фердинанд II в обмін на довічну військову службу надав граничарам особливе положення і низку привілеїв. Вони підпорядковувалися безпосередньо Відню, їм виділили землю, вони були звільнені від усіх повинностей та податків і не могли стати залежними від хорватських дворян кметами (кріпаками). Як наслідок, землі Військової Кра́їни вийшли з підпорядкування бана (намісника імператора) і Сабору (хорватського дворянського зібрання). 1630 року Фердинанд II дав сербам «Статут», відповідно до якого вони отримували внутрішнє самоврядування. На Джурджевдан кожне село обирало суддю і кнеза (місцевого голову з адміністративними правами), а для всіх трьох сербських капетаній (військових округів) між Дравою і Савою було створено спеціальний суд на чолі з верховним суддею. Згідно зі «Статутом», усі граничари були зобов'язані будувати укріплення, а в разі мобілізації всі чоловіки у віці від 18 років повинні були стати в стрій. Необхідно відзначити, що країшники брали участь і в інших війнах, які вела Австрійська імперія.
Навіть після отримання цивільних прав православні серби зазнавали релігійної дискримінації з боку католицької Австрійської імперії. Нерідко через цю політику австрійської влади в Хорватії і Славонії спалахували сербські повстання. 1755 року після того, як австрійці скасували православний монастир Марча, сербське населення під керівництвом Петра Любоєвича підняло повстання. В цей час серби Хорватії, Славонії і Подравини боролися за збереження своєї національної ідентичності та релігії. В кінці XVIII століття в Хорватії відкрито першу сербську школу, в цей час побудовано і більшість православних церков і семінарій на території Хорватії. Наприклад Горнокарловацький єпископ Лукіян Мушицький заснував 80 сербських шкіл. Почав видаватися сербський журнал «Добрий пастир». У середині XVIII століття значна кількість сербів з території Військової Кра́їни переселилися в Росію, в так звану Нову Сербію (Катеринославську губернію) на півдні сучасної України. В Росії з них також формували військові підрозділи, що брали участь у боях з кримськими татарами. Разом з тим, у ті землі Військової границі, звідки серби відходили до Росії, прибували німецькі колоністи, кількість яких різко зросла.

### XIX століття— 1918 рік
1848 року влада Австро-Угорської імперії дала згоду на створення Сербської Воєводини. Після цього серби на всій території Австро-Угорщини (Славонії, Хорватії, Воєводини) зміцнили свій політичний і соціальний статуси. Серби сформували власну політичну організацію — Самостійну сербську партію, видавали книги на кирилиці і мали десятки читальних залів у Госпичі, Загребі, Задарі, Дубровнику та інших містах. Коли стала очевидною слабкість Османської імперії, Військова границя втратила сенс свого існування і поступово була скасована. 1850 року Кра́їнським основним законом Відень поставив крапку в тривалому процесі реформування й перебудови Військової границі. І хоча 1873 року для неї було створено окреме військове управління, вже 1881 року за указом імператора Кра́їну було демілітаризовано. 8 січня 1881 року Військова границя об'єдналася з Хорватією і Славонією в угорську адміністративно-територіальну одиницю Королівство Хорватія і Славонія. До цього власне Хорватія і Славонія територіально не дотикалися, між ними знаходилися землі Військової границі. До того часу вздовж кордону з Боснією та іншими турецькими володіннями утворилися області компактного проживання сербів — Далмація, Ліка, Кордун, Банія і Славонія.
Серби брали активну участь в економічному житті імперії. Усього до кінця XIX століття на території Хорватії існувало 33 сербські організації різноманітних напрямків, крім цього існували кілька благодійних сербських організацій. Після скасування Військової границі активізувалася політична діяльність сербів. Було створено декілька партій, деякі з них співпрацювали з хорватськими партіями. Проте австро-угорська влада не бажала широкої автономії сербів і негативно ставилася до ідеї сербсько-хорватського об'єднання в складі імперії. Ряд хорватських політиків, зокрема Анте Старчевич і Йосип Франк, також вважали сербів чужим елементом і пропагували сербофобію. Тоді як серби отримували підтримку від бана Куена-Гедерварі, призначеного Будапештом, деякі хорватські політики шукали заступництва в керівних колах у Відні. Згідно з переписом населення 1910 року, православних сербів на території хорватсько-славонської ділянки колишньої Військової границі налічувалося 649 453 особи.
Між тим, були приклади співпраці сербських і хорватських партій в Австро-Угорщині. Його кульмінацією стали дві резолюції: Рієцька (3 жовтня 1905 року) та Задарська (17 жовтня 1905 року), в яких заявлялося про спільну боротьбу сербського та хорватського народів за визволення з-під панування Габсбургів. У жовтні—грудні 1905 року сформовано хорватсько-сербську коаліцію на чолі з лідером Сербської народної самостійної партії С. Прибичевичем. До неї увійшли Хорватська партія права, Хорватська прогресивна партія, Сербська самостійна партія і Сербська радикальна партія. Коаліція виступала за збереження системи дуалізму в Австро-Угорщині за умови проведення реформи задля національного самовизначення. Розв'язання сербсько-хорватських розбіжностей названо однією з умов нормального життя в країні.
Перед початком Першої світової війни хорватські політики розділилися на дві групи у своєму ставленні до взаємодії з сербами. Ті, хто вважав можливим об'єднання з Сербією, зазнали різкої критики з боку осіб, які виступали за створення незалежної Хорватії.
Хорватський історик Драго Роксандич писав, що починаючи з 1912 року з армії Австро-Угорщини почалося масове звільнення офіцерів-сербів. Після того як у Сараєві серб Гаврило Принцип убив спадкоємця австро-угорського престолу Франца Фердинанда, в австро-угорському суспільстві посилилися антисербські настрої. Сербів назвали «народом-зрадником» в Австро-Угорщині. У липні 1914 року по території Хорватії і Славонії, де жили серби, прокотилася хвиля демонстрацій і антисербских погромів. Руйнування православних церков і осквернення сербських кладовищ відбулися в Загребі, Славонському Броді, Шибенику, Спліті, Дубровнику і в інших населених пунктах Хорватії. Після початку Першої світової війни багатьох сербів, як ненадійних громадян, було вміщено до в'язниць і концентраційних таборів. Під час війни багато сербських громадських діячі зазнали судового переслідування за «великосербську пропаганду». Указом бана Хорватії і Славонії було повністю заборонено кирилицю, а багато сербських газет у Хорватії закрито. Сербське підприємницьке товариство, засноване 1897 року, під час війни було закрито. Після початку мобілізації тисячі сербів з Хорватії були призвані в австро-угорську армію. Багатьох з них направлено на фронт воювати проти сербської і чорногорської армій. Однак часто серби або здавалися в полон, або добровільно переходили на бік російської (на Східному фронті) і сербської (на Балканському фронті) армій. Багато сербів, які до війни емігрували з імперії Габсбургів, вступали добровольцями в сербську армію на Салонікському фронті.

### 1918—1941
Коли почався розпад Австро-Угорщини, політичні партії Хорватії, Далмації, Істрії і Словенії 5-6 жовтня 1918 року в Загребі створили Народне віче словенців, хорватів і сербів. Віче було органом влади, метою якого було об'єднання південнослов'янських народів Австро-Угорщини в незалежну державу. 29 жовтня того ж року Хорватський сабор оголосив про розрив відносин з Австро-Угорщиною та створення самостійної Держави словенців, хорватів і сербів. Віче стало верховним органом влади нової держави, його очолив словенський політик А. Корошець, його заступником став голова Хорватсько-сербської коаліції С. Прибичевич. Хорватські серби в цей час все сильніше підтримували ідеї югославізму і, побоюючись повторення військового терору, вимагали від представників хорватсько-сербської коаліції виступити за створення Югославії.
Через один місяць, 24 листопада 1918 року Народне віче в Загребі ухвалило рішення об'єднатися з Королівством Сербія. Анте Павелич, який брав участь у переговорах з Сербією щодо питання об'єднання, пізніше згадував, що за створення єдиної держави з Сербією виступало населення Бачки, Баната, Срема, Далмації, Славонії, Боснії і Герцеговини. На думку Павелича, якби в той момент було проголошено незалежну Хорватію, вона включала б тільки Загреб з околицями.
Внаслідок об'єднання Сербії і південнослов'янських земель колишньої Австро-Угорщини утворилося Королівство Сербів, Хорватів і Словенців на чолі з сербською династією Карагеоргієвичів. Ця держава була централізованою та незабаром перестала відповідати настроям хорватських мас, які бажали значної автономії або незалежності. Це ускладнило сербсько-хорватські відносини і викликало низку політичних криз.
Згідно з переписом населення, 1921 року на території сучасної Хорватії і Срема (в даний час у складі Сербії) проживало 764 901 сербів, з них 658 769 на території хорватсько-славонської ділянки колишньої Військової границі і 106 132 в Далмації.
У міжвоєнний період на території сучасної Хорватії відзначалися значні міграції сербського населення. Крім сербів, які жили в Хорватії з часів Австрійської імперії, в ряд районів Славонії переселялися сербські ветерани війни і добровольці, яким держава надавала землю для поселення.

### 1941—1945

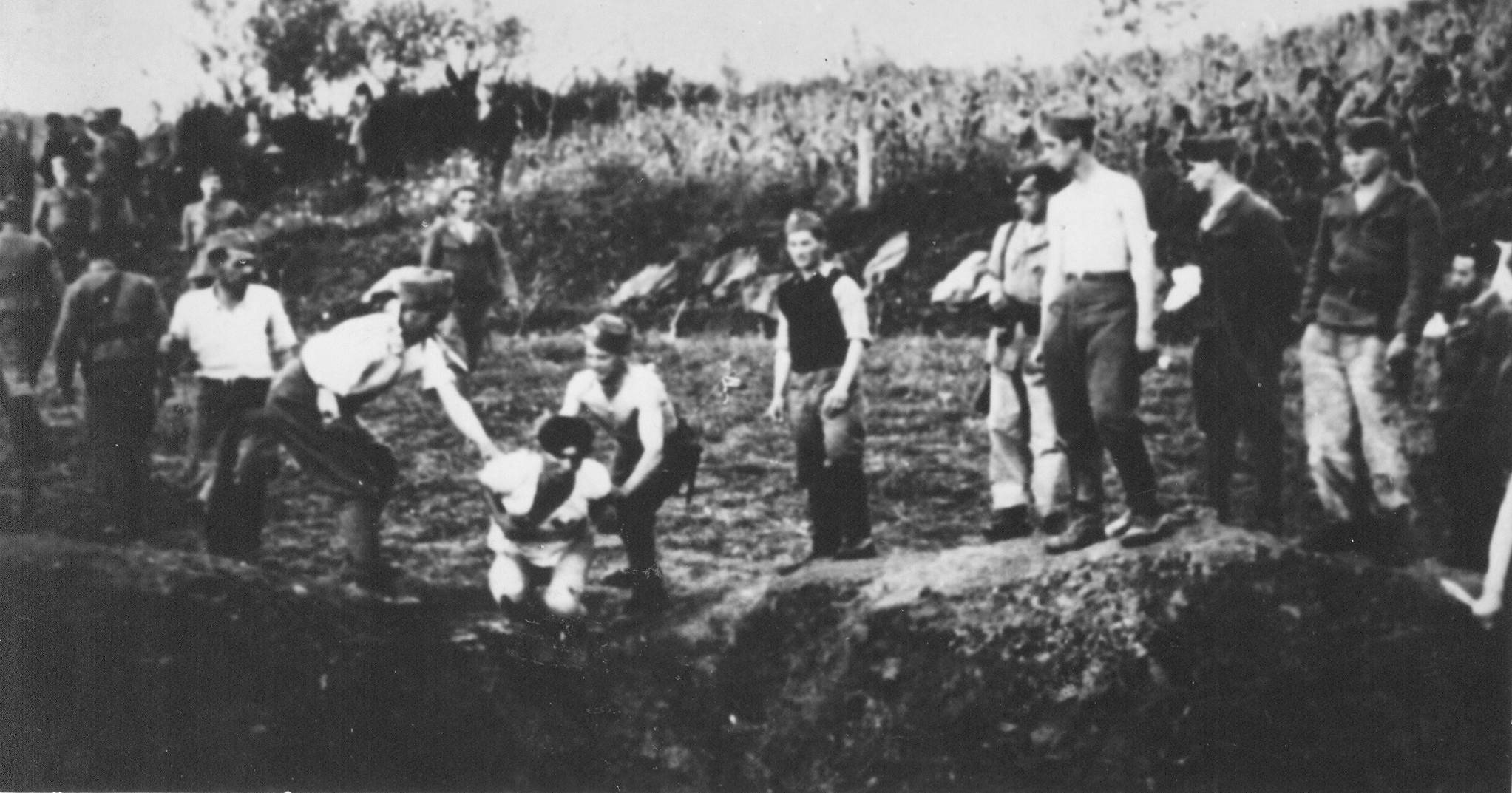
Усташський терор

Після вторгнення країн Осі в Югославію на території Хорватії та Боснії і Герцеговини було створено Незалежну державу Хорватія. В Хорватії встановився пронацистський режим усташів. Серби нарівні з євреями і циганами були оголошені ворогами хорватського народу. Після цього почалися переслідування і геноцид сербів у Хорватії. Усташі прийняли дискримінаційні щодо сербів закони, які забороняли кирилицю, жорстко обмежили права православного населення і активно почали поділ сербської та хорватської мов. На території Хорватії та Боснії і Герцеговини розгорнулася кампанія зі знищення сербів: масові вбивства, погроми, депортації. У своїй промові в Госпичі 22 червня 1941 року один з лідерів усташів Миле Будак сформулював програму дій стосовно сербів, яку 26 червня опубліковано газетою «Hrvatski List»:
|  | Одну частину сербів ми знищимо, іншу виселимо, інших переведемо в католицьку віру і перетворимо на хорватів. Таким чином скоро загубляться їх сліди, а те, що залишиться, буде лише поганим спогадом про них. Для сербів, циганів і євреїв у нас знайдеться три мільйони куль. |

Точна кількість жертв невідома досі. За різними оцінками, саме внаслідок геноциду загинуло від 197 000 до 800 000 сербів. Близько 240 000 сербів були насильно звернені в католицтво, ще 400 000 були змушені тікати до Сербії.

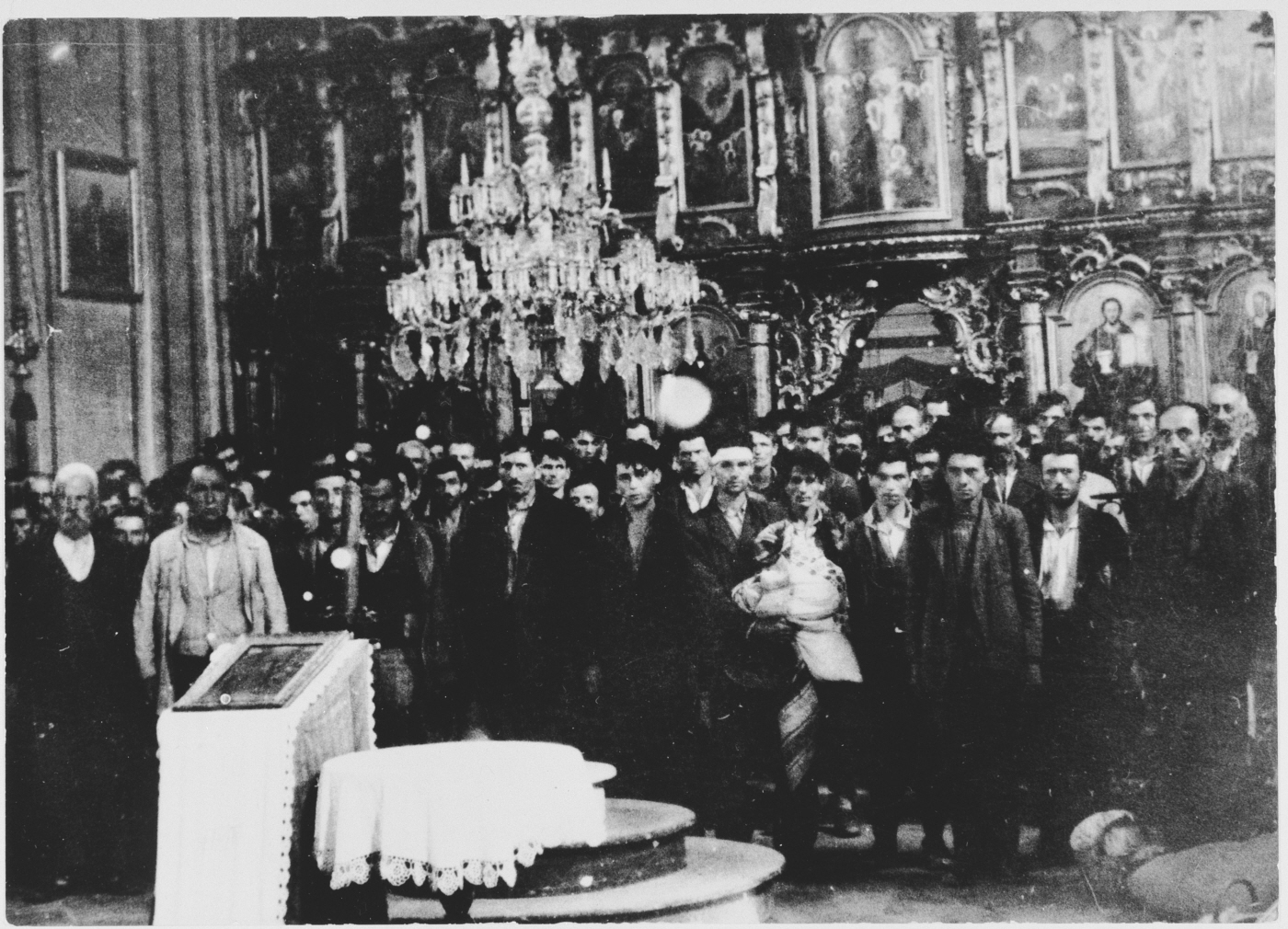
Звернення православних сербів у католицтво в церкві в Глині

Значна частина жертв геноциду загинула або постраждала в численних концтаборах, створених хорватськими усташами. Відразу після проголошення нової держави усташі почали створювати табори двох типів: депортаційні і концентраційні. У перші людей відправляли для подальшої депортації з Хорватії: такі табори знаходилися в Цапрагу поблизу Сисака, Б'єловарі і Славонська-Пожезі. Другі (такі, як Ясеновац, Ястребарсько, Ядовно тощо) стали місцем масових убивств і символом терору з боку усташів. Концтабори в НДХ почали створюватися вже в квітні 1941 року.
В окупованих районах Югославії розгорнувся визвольний рух. Зародившись у Далмації, він отримав відгук на всій території Югославії. Боротьбу з військовими формуваннями НДХ й частинами Вермахту вели партизани-комуністи під керівництвом Йосипа Броз Тіто. Політика сербського націоналістичного руху четників під керівництвом Дражи Михайловича в різні періоди варіювалася від боротьби з німецькими частинами до співпраці з ними. Четники на контрольованих ними територіях вели в свою чергу терор проти несербського мирного населення.
Серби з територій колишньої Військової границі зробили значний внесок у боротьбу з німецькими підрозділами та хорватськими усташськими і домобранськими формуваннями. 1943 року їх кількість у лавах четників склала 7000, серед партизанів — 28 800 бійців. 1945 році в лавах четників було 4000, а в партизанах — 63 710 сербів з територій Кра́їни. Під час походу партизанських пролетарських бригад у Боснійську Країну влітку 1942 року допомогу бригадам надавали партизанські загони Ліки і Далмації, в яких також служили серби. 8 травня 1945 року, в день підписання Німеччиною беззастережної капітуляції, підрозділи Унської оперативної групи югославських військ вступили до Загреба, що ознаменувало крах режиму усташів і звільнення Хорватії від німецької окупації.

### 1945—1990
Після Другої світової війни утворено Соціалістичну Федеративну Республіку Югославію, до складу якої увійшли шість союзних республік. Було створено й Соціалістичну республіку Хорватію, де, як і до війни, проживало багато сербів. Моша Піяде виступав з ініціативою надання сербам у Хорватії національно-культурної автономії, однак лідер Югославії Йосип Броз Тіто, який бажав створити югославську націю, відмовився від цієї ідеї. Примітно, що в Косові автономія все ж була утворена, хоча частка етнічних албанців там була меншою, ніж частка сербів у Хорватії.

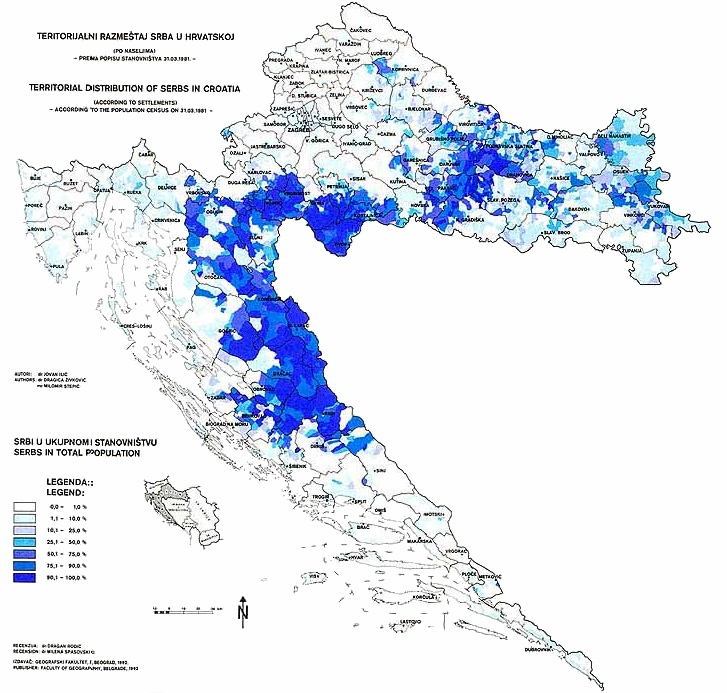
Серби в Хорватії. 1981 рік

У вересні 1945 року в Загребі пройшов перший з'їзд хорватських сербів, на якому були присутні 30 000 чоловік. На ньому обрано Головну раду, яка виконувала роль політичного представництва хорватських сербів. У Хорватії з'явилася сербська бібліотека, музей сербів у Хорватії, видавалася сербська газета «Сербське слово» на кирилиці. У середині 1950-х років газета стала називатися «Просвіта», тоді ж було створено і сербське культурне товариство. Філії товариства існували в Задарі, Книні, Карловаці, Рієці. У Конституції Соціалістичної Республіки Хорватія вказувалося, що Хорватія є державою хорватського і сербського народів. Однак 1947 року Андрія Хебранґ, генеральний секретар ЦК Комуністичної партії Хорватії, наполягав на формулюванні «серби в Хорватії», не визнаючи присутності «сербського народу» в республіці.
В кінці 1960-х років у середовищі хорватських комуністів зароджуються нові ідеї, суть яких полягала в зміні положення республіки в межах Югославії. У Хорватії почався широкий реформаційний рух, що одержав назву «Хорватська весна» або «Маспок» (від сербсько-хорватського «масовни покрет» — масовий рух). Згідно із заявами його ідеологів, метою руху було розширення прав хорватів у рамках Югославії, а також проведення демократичних і економічних реформ. Учасники руху протестували проти «витягування» таких економічно відсталих регіонів Югославії, як Косово, за рахунок урізування бюджету і політичних прав у Хорватії. Однак вони не зважали на критику, яка вказувала на повну рівноправність югославських республік. У цей же період відзначені перші після 1945 року зіткнення в Країні на національному ґрунті між сербами і хорватами. Югославські ЗМІ опублікували інформацію, згідно з якою в Хорватії складали списки сербів і хорватів, які залишалися лояльними Югославії. Надходили скарги на випадки дискримінації сербів.
1981 року відбулися заворушення у Косові і Метохії, викликані масовими демонстраціями косовських албанців, які вимагали перетворення автономного краю на республіку або його незалежність від Югославії. Також керівництво союзних республік Словенії і Хорватії прагнуло до децентралізації і демократичних перетворень. У свою чергу, влада в Белграді прагнула придушити сепаратистські рухи в країні. На початку 1990-х років сербське керівництво на чолі зі Слободаном Милошевичем фактично скасувало автономію Косова.
Одночасно з вимогами децентралізації і одержання ширшої автономії, в Словенії і Хорватії зростав націоналізм. Після приходу до влади в Сербії Милошевича, югославське керівництво заявило про необхідність централізованого управління з Белграда. Протиріччя між союзними республіками і федеральним центром наростали. Крім зростання націоналізму в Словенії і Хорватії, сербський націоналізм також ставав загрозою єдності югославського державі.
У березні 1989 року криза в Югославії поглибилася. Сербське керівництво зменшило ступінь автономії Воєводини і Косова і Метохії, а також, отримавши підтримку від Чорногорії, змогло суттєво впливати на ухвалення рішень на федеральному рівні. Це викликало протести з боку керівництва Словенії, Хорватії, Боснії і Герцеговини. Після чого почали виникати заклики до реформування югославської федерації з боку керівників союзних республік.
Таким чином, поступове зростання націоналізму в Югославії протягом 1980-х років призвело до загальноюгославської кризи й падіння комуністичної системи.
За даними Драго Роксандича, у період після Другої світової війни більшість районів колишньої Військової Кра́їни з більшістю або значним відсотком сербського населення залишалися слаборозвиненими, попри безперервне зростання інвестицій у їх розвиток в період від 1945 року і до початку розпаду СФРЮ. Також протягом існування СФРЮ серби становили значну частку серед хорватських комуністів, що перевищує їх частку в населенні республіки. З часом вона зменшувалася, оскільки в число комуністів вливалося все більше хорватів.

### 1990—1995

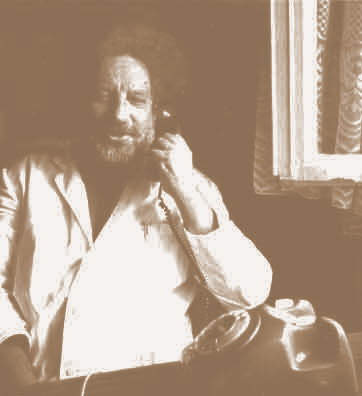
Академік Йован Рашкович, лідер хорватських сербів на початку розпаду СФРЮ

Зростання націоналістичних настроїв у Югославії призвело до її розпаду, що почався 1990 року. По приходу до влади в Хорватії, Хорватська демократична співдружність на чолі з Франьо Туджманом провело низку заходів, які серби, що или в Хорватії, оцінили як націоналістичні й ворожі. Особливу увагу вони звертали на заборону кирилиці в офіційніомуплистуванн, змінауреспубліканських символів, масові звільнення сербів ітощо Влітку 1990 року хорватські серби почали створення культурно-політичної автономії, яка об'єднувала ті громади, де серби становили більшість яабозначний відсоток населення. Рух за автономію сербів вурамках Хорватії перероілвурух за приєднання до Югославії, з одного боку, зчерезполітикиуХорватії, спрямованоуна повну самостійність республіки, а з іншого — через поданиіБелградом надійїна підтримку в боротьбі за об'єднання всіх сербів в одній державі. В історіографії ці події іменуються Революцією колод. Американський дослідник Крейг Нейшн у своїй монографії «Війна на Балканах 1991—2002» зазначав, що націоналізм хорватського уряду спровокував сербів на відповідну реакцію і вони приступили до об'єднання муніципалітетів за підтримки сербської республіканської влади. Хоча серби в Країні використовували той самий діалект сербсько-хорватської мови, що й хорвати, а їхній спосіб життя нічим не відрізнявся від хорватського, вони були православними християнами і добре пам'ятали ту різанину, яку влаштували хорватські фашисти в роки Другої світової війни. В Хорватії Революцію колод назвали сербським повстанням (хорв. Srpska pobuna). Страх хорватських сербів перед відродженням фашизму в Хорватії сама хорватська влада вважала, з одного боку, необґрунтованим, а з іншого — бачила в ньому прояви «великосербського імперіалізму». Території під контролем країнських сербів були названі окупованими і було заявлено про прагнення відновити на них конституційний порядок.
Навесні 1991 року процес розмежування посилився. Хорватія заявляла про прагнення стати незалежною державою, а серби, створивши Сербську Автономну Область Кра́їна, повідомляли про намір залишитися в складі Югославії. Тоді ж відбулися перші зіткнення між силами МВС Хорватії та кра́їнськими ополченцями. Також у них була задіяна федеральна Югославська Народна Армія (ЮНА), яка прагнула так званими «тампон-зонами» розділити протиборчі сторони. За даними хорватських істориків, вже влітку 1991 року ЮНА все частіше ставала на бік сербів. 25 червня 1991 року Хорватія проголосила незалежність. Потім хорватський уряд ввів мораторій на це рішення, який завершився 8 жовтня. В цей час вже йшли бої між хорватськими силами з одного боку і сербським військом та югославською армією — з іншого. У вересні—жовтні 1991 року хорватські формування також почали атаки на казарми ЮНА. На територіях, де серби становили більшість населення, в грудні 1991 року було створено самопроголошену державу хорватських сербів Республіка Сербська Країна.
Навесні 1991 року на територію САО Кра́їни почали прибувати біженці з територій під контролем Загреба. Деякі з них потім їхали до Сербії чи Чорногорії, але близько 100 000 залишилося в Кра́їні. Червоний хрест Югославії повідомив про 250 000 біженців сербської національності з території Хорватії 1991 року. Біженці прибували аж до перемир'я в січні 1992 року. Разом з тим, десятки тисяч хорватів і мусульман під тиском сербів у цей же період втекли з території Кра́їни в Хорватію. Хорватський історик Нікіца Панич писав, що з територій під контролем сербів втекло до 300 000 несербського населення, однак дані перепису населення за 1991 рік показують, що загальна чисельність хорватів і представників інших національностей на території майбутньої Кра́їни не перевищувала 220 000 осіб. Після припливу сербських біженців з територій, підконтрольних хорватському уряду і втечі несербського населения, на території Сербської Країни проживало 433 600 осіб (91 % — серби, 7 % — хорвати, 2 % — представники інших національностей). Площа РСК становила 17 040 квадратних кілометрів.
Всього ж під владою країнських сербів виявилося 30 % території Хорватії. Між збройними формуваннями кра́їнських сербів і хорватськими військами почалися бойові дії. Хорватія прагнула повернути під свій контроль бунтівні сербські землі, а кра́їнські серби намагалися добитися незалежності від Загреба. Ця боротьба йшла майже 4 роки, в ході яких Республіка Сербська Кра́їна де-факто була незалежною державою.
Протягом 1991 року хорватськими гвардією і поліцією здійснено численні злочини проти сербського цивільного населення. Найвідоміші з них відбулися в Сисаку, Госпичі, Вуковарі, селах Західної Славонії. Сербські формування також здійснювали численні військові злочини проти хорватських військових і цивільних осіб, серед яких були вбивство хорватських військовополонених у Вуковарі, різанина в Ловасі і різанина у Вочині.
Згідно з повідомленнями Комісаріату ООН у справах біженців, до 1993 році тільки з територій під контролем центральної хорватської влади було вигнано 251 000 сербів (Червоний хрест Югославії повідомив про 250 000 біженців сербської національності з території Хорватії ще 1991 року. Біженці осідали переважно в Республіці Сербська Країна (РСК) або в Союзній Республіці Югославії. Деякі виїжджали до США, Австралії, Канади тощо, утворюючи там численні діаспори. За даними Олени Гуськової, 1994 року на території Союзної Республіки Югославії перебувало понад 180 000 біженців і переміщених осіб з Хорватії.
1995 року в ході операцій «Блискавка» і «Буря» хорватські війська зуміли захопити практично всю територію Сербської Країни. В результаті операції «Буря» від 150 000 до 250 000 кра́їнських сербів втекли з Хорватії в Сербію і Республіку Сербську і до 2000 кра́їнських сербів було вбито. З решти сербів було вбито за даними хорватських джерел 100—300 чоловік. За даними Human Rights Watch, було вбито 150 сербів, що залишалися, ще 110 пропали безвісти, хоча хорватська влада під час проведення операції гарантувала безпеку сербам, які вирішили залишитися в своїх будинках. Багато будинків сербів зруйнували з метою не допустити повернення сербів у свої будинки після війни.
Хорватський історик Нікіца Панич писав, що 2001 року на території Кнінської Кра́їни жило майже в шість разів менше сербів, ніж 1991 року.
В Сербії, Чорногорії та Боснії і Герцеговині 2005 року проживало 200 000 людей зі статусом біженців зі Сербської Кра́їни, які залишили свої будинки 1995 року.

## Становище сербів у Хорватії в наш час

Прапор сербської меншини в Хорватії

Стосунки між сербами і хорватами в 90-х роках XX століття були дуже напруженими. Після 2000 року ситуація стала покращуватися, проте проблеми сербсько-хорватських відносин у Хорватії залишаються. Серби в Хорватії часто зазнають соціальної дискримінації. В останні роки напруженість між хорватськими сербами і хорватами вдалося згладити завдяки тому, що партія сербів у Хорватії «Незалежна сербська демократична партія» отримала місця в уряді Хорватії. Головною проблемою є повернення сербських біженців, що покинули країну під час війни в 90-х роках.
За даними російської історикині Ірини Руднєвої, що посилається на доповідь Європейської ради з прав біженців, хорватська влада перешкоджає реалізації прав сербських біженців, що повертаються, на володіння нерухомістю або отримання компенсації за її втрату. Відзначені випадки, коли серби мали труднощі в поверненні житла, попри наявність судового рішення на їх користь. Відзначені випадки дискримінації сербів під час працевлаштування.
За даними УВКБ ООН, опублікованими 2008 року, 125 000 сербів зареєстровано такими, що повернулися в Хорватію, з яких 55 000 залишилися жити на постійній основі.

### Політика
В наш час[коли?] серби представлені трьома депутатами в хорватському парламенті. Всі три місця займають представники Самостійної сербської демократичної партії (СДСС). Серби Бранко Грджич та Міланка Опачич займають посади віце-прем'єрів у хорватському уряді. Також у Хорватії зареєстровані Сербська народна партія (Хорватія) (СНС), Партія дунайських сербів, Демократична партія сербів, Нова сербська партія і Наша партія (Хорватія).

### Релігія
Більшість сербів у Хорватії сповідують православ'я і канонічно входять до Загребсько-Люблянської митрополії і трьох інших єпархій Сербської православної церкви. На території Хорватії існує ряд православних монастирів, побудованих ще в середньовіччі. Найвідоміші сербські православні монастирі в Хорватії: монастир Драгович, монастир Крка, монастир Крупа, монастир Лепавіна і монастир Ґомір'є. Багато сербських православних церков у Хорватії зруйновано під час Другої світової війни і під час громадянської війни в Югославії. Деякі церкви відновлено в останні роки хорватською владою за допомоги сербської діаспори. У вересні 2016 року відбувся перший в історії візит Вселенського Патріарха в Сербську Церкву, що проходив на території Хорватії.

### Символи
9 квітня 2005 року на установчому засіданні Національної координаційної ради сербської меншини в Хорватії, було вирішено прийняти прапор сербів Хорватії. Прапор являє собою прямокутне полотнище з трьох кольорів: червоного, синього, білого, без будь-яких інших символів. 26 квітня 2005 року Рада у справах національних меншин Хорватії узаконила прапор хорватських сербів. Прапор має розміщуватися в приміщеннях Ради сербської меншини, сербських організацій у Хорватії разом з прапором Хорватії. Герб сербської меншини в Хорватії досі не прийнято. У ході хорватської війни кра́їнські серби активно використовували прапор і герб Сербської Країни.

### Мова

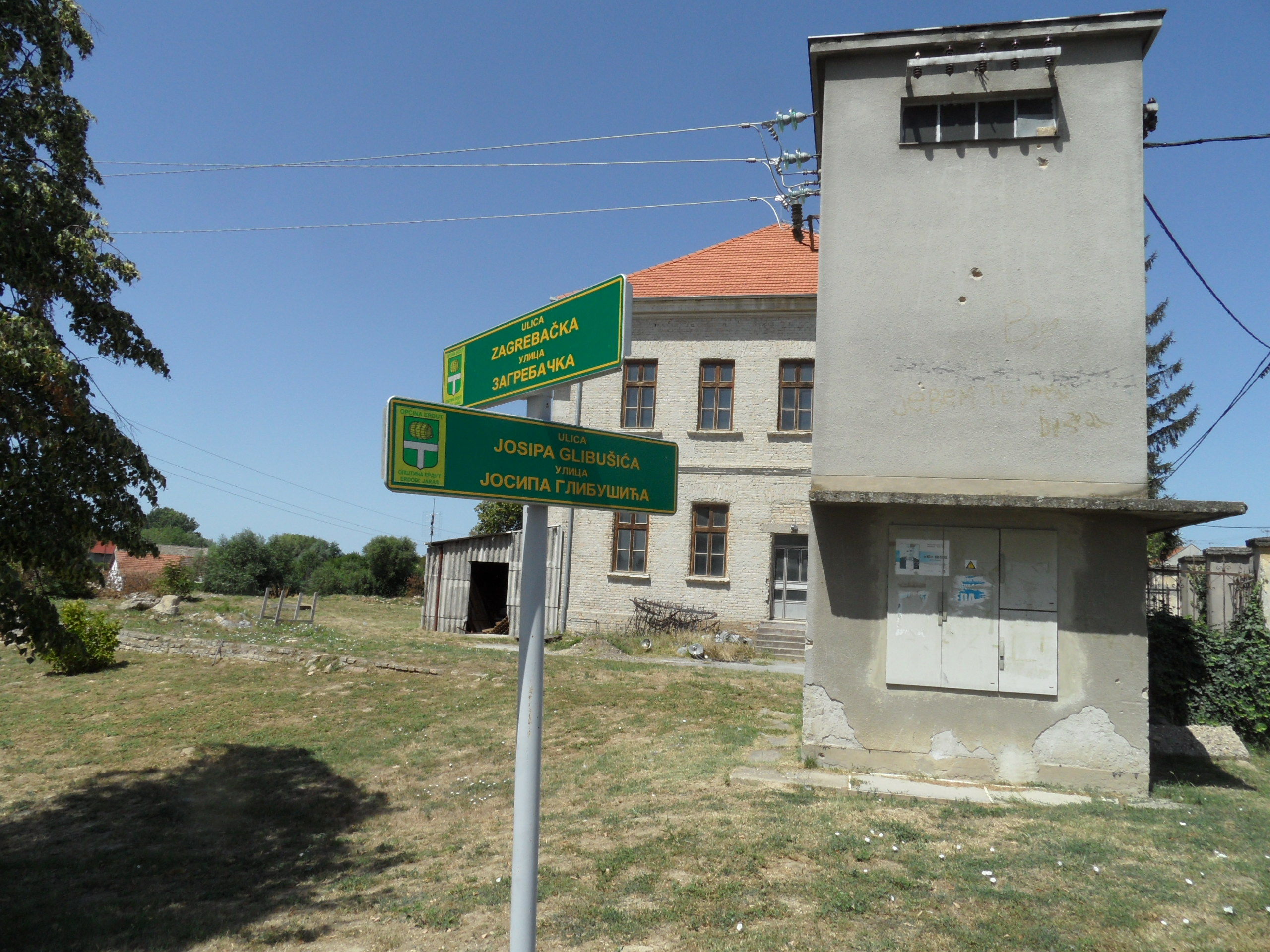
Двомовні вказівники в селі Даль

Згідно із законами Хорватії, якщо в тому чи іншому муніципалітеті частка представників національної меншини перевищує третину від загальної чисельності населення, мова цієї меншини може отримати офіційний статус. Цей закон прийнято 2002 року. Через деякий час після його прийняття в 13 громадах Хорватії в місцеве законодавство внесено поправки, що дозволяють використовувати сербську мову. Чотири таких громади розташовані у Вуковарсько-Сремській жупанії (Вуковар, Борово, Маркушиця, Трпиня), три — в Шибеницько-Книнській (Бискупія, Цивляне і Кистанє), три — в Сисацько-Мославинській (Двор, Вргінмост і Маюр), дві — в Осієцько-Баранській (Ердут і Ягодняк) і одна — в Карловацькій (Крняк). З початком процесу євроінтеграції Хорватії законодавство у сфері використання мов зазнало значної лібералізації. У багатьох муніципалітетах, де проживають серби, було дозволено використовувати сербську мову в шкільній і дошкільній освіті, в роботі місцевих рад, встановлено двомовну топоніміку тощо. Разом з тим, частина хорватської громадськості противиться офіційному використанню сербської мови. Популярності набули протести хорватських ветеранів війни 1991—1995 років і їх прихильників у Вуковарі, коли місцева рада ухвалила рішення надати сербській мові в місті статус офіційної.